# インストール (小説)
『インストール』は綿矢りさの中編小説。2001年、第38回文藝賞を受賞した当時17歳の作者のデビュー作。同年11月、河出書房新社より単行本が刊行され、発行部数50万部のベストセラーになった。
2003年（平成15年）3月にみづき水脈の手によりコミック化され、講談社から出版された。また、同名の映画作品は、2004年（平成16年）12月25日よりシネリーブル池袋ほか全国にて上映（監督：片岡K、主演：上戸彩）された。

## あらすじ
受験戦争から脱落し、登校拒否児となった女子高生・野田朝子。
彼女はふと部屋の大掃除を思い立ち、部屋にあるものを全てマンションのごみ捨て場へと運ぶ。しかし、亡くなった祖父からもらったコンピューターだけが捨てられず、久しぶりに電源を入れようとするが動かない。ようやく決心がついた朝子は、コンピューターを持ち、ゴミ捨て場に運び、その場に座り込む。
そのときたまたま通りかかった小学生の男の子は、ゴミ捨て場で座り込む朝子を見て声をかける。すると朝子は捨てた家具の中で欲しい物はないか訊き、少年はその壊れたコンピューターを欲しがり、それを譲る。
数日後、朝子は同じマンションの住人の女性から試着品下着を貰い、朝子の母はお礼を渡してくるようにと朝子に図書カードを託す。朝子が同じマンションに住む女性・青木の家を訪ねると、中から現れたのはゴミ捨て場で出会った少年だった。彼はコンピューターを直すことができたと打ち明け、朝子が家の中へ入ると、コンピューターは彼の部屋の押入れの中に入っていた。すると彼は朝子に、コンピューターを使った風俗チャットでのアルバイトを持ちかけてきた。それは、少年・かずよしのメル友である売春婦・雅が日中、子供の世話で忙しいため、その時間帯に来た客を相手にチャットをするというものだった。朝子はそれを引き受け、翌日から早速働き始める。チャットを介して様々な人と会話を交わしているうちに、朝子の心は徐々に変化していく。

## 登場人物
野田朝子
主人公、17歳。英文系クラスに通う高校3年生。受験戦争から脱落し、登校拒否児となる。人生に具体的な夢や目標はないが、有名になるという野望を持っている。登校拒否になってから、自分の部屋の物をすべて捨ててしまおうとゴミ捨て場に運んでいたところ、かずよしに会い、日中人のいない青木家にしのびこんで、押し入れの中のコンピューターで風俗チャットのバイトをするようになる。最初は文章もまともに打てなかったが、そのうち、風俗チャットに夢中になっていく。
青木かずよし
12歳。朝子と同じマンションに住む小学生。コンピューターに関する知識が豊富で、メル友であり、風俗嬢の雅にもちかけられた風俗チャットのアルバイトに朝子を誘う。実の母はすでに他界しており、今の母であるさよりの小さな癖を神経質に気にしてしまう。自分は心が病んでいるのか、という発言をしており、朝子に対して丁寧な言葉で話す。炭酸は飲めない。
雅
26歳。かずよしのメル友の風俗嬢。人妻で子持ち。かずよしを専業主婦の「かなこ」だと思い、メールしている。多忙のため、昼間チャットの仕事をすることができず、かなこに、自分になりすましてかわりにやってくれないかと持ちかける。
光一
朝子のクラスメイト。高校3年生。英文系の唯一の男子であり、担任のナツコ先生の恋人でもある。予備校のかけもちで疲れている朝子に、休養をすすめる。早稲田を受験する予定。
青木さより
マンションに引っ越してきた、少し変わった不器用な女性。かずよしの母だが、血はつながっていない。デパートの「ソナチネ」という下着メーカーを販売するコーナーで仕事をしている。メーカーからサンプルでもらったド派手なパンツを、大量に朝子に「おすそわけ」する。ある癖をもっており、それがかずよしを苦しめる。
聖璽（せいじ）
浪人生。チャットの客だったが、かずよしが相手をしている時の雅を好いてしまい、朝子を偽物だと見破る。朝子について、ほかにも様々なことを見破り、自分のHPにアクセスさせて、ウイルスに感染させようとする。
ナツコ先生
朝子たちのクラスの担任。光一の恋人で、マゾ。光一いわく、「ハードスケジュールは自分の有能さと人気の証だと勘違いし、そんな自分に満足している幸せ者」。
朝子の母
名前は不明。夫とは離婚している。貴重な時間をつぶす世間話の類が一番嫌いで、意図的に沈黙をつくりあげ、それらを早く終わらせようとする。気に入らない人には、「生理的に受け付けないわ」というのが口癖。

## 評価
文藝賞選考では4人の審査員に絶賛され満場一致で受賞。第15回三島賞選評では福田和也は「話者の意識の構成、エピソードの継起の仕組みといい、きめ細かく構成されていて瑕疵がなかった」として、同じくインターネットを主題とした阿部和重『ニッポニアニッポン』よりも高い評価を与えている。

## 書籍情報
- 『インストール』（単行本）河出書房新社、2001年11月、ISBN 4309014372
- 『インストール』（文庫本）河出書房新社、2005年10月、ISBN 4309407587
  - 書き下ろし短編「You can keep it.」併録。

## 映画
『インストール』は、綿矢りさの同名小説を映画化したものである。監督はテレビの深夜番組などを手掛けてきた片岡Kで、この作品が劇場映画初監督作である。本作と『着信アリ』は、有重陽一が大映の頃からの企画を引きずっていたことが制作に関係しているとされる。
PG-12指定作品。第17回東京国際映画祭コンペティション部門出品。国内での興行成績は不振に終わり作品的評価も高くなかった。

### 登場人物
野沢朝子
演 - 上戸彩（17歳） / 橋本甜歌（少女時代、9歳）
主人公。登校拒否の女子高生。10歳の少年のかずよしに出会い、彼の家で雅という風俗嬢を装ってチャットを始めるが、チャット相手の一人に本物の雅ではないことがばれたのをきっかけに、学校生活に戻ることを決意する。過去、自分の片思いの相手に先立たれるという、苦い経験を持っている。
劇中のコウイチの台詞から4月5日生まれであることがうかがえる。
青木かずよし〈10〉
演 - 神木隆之介
準主役。パソコンやチャットに関して、子供とは思えないほど豊富な知識を持ち合わせている。朝子を登校拒否から救うきっかけを作る人物。
性別も年齢も立場も全て偽った「かなこ」という専業主婦として、雅とメールの交換をしている。
コウイチ
演 - 中村七之助
モモコ先生の恋人。朝子の想い人であったが、不運にも交通事故で命を落とす。
モモコ先生
演 - 菊川怜（友情出演）
朝子の英語教師。生徒であるコウイチと付き合っている。朝子が長期間学校に来ていないことを、泣きじゃくりながら電話で毬恵に伝える。
青木かより
演 - 小島聖
かずよしの母。下着売り場勤務。冷蔵庫のコーラの減り具合から、朝子が青木家に入り浸っていることを知る。
かずよしの父
演 - 片岡K（カメオ出演）
野沢毬恵
演 - 田中好子
朝子の母。小学校教師。かずよしの担任の先生。たまたま欠勤した日に朝子の登校拒否を知る。すべてなくなった娘の部屋が落ち着くという。
朝子の祖父
演 - 今福将雄
朝子の祖母
演 - 花原照子
小学校教頭
演 - 大河内浩
正装の紳士
演 - 宇梶剛士
サラリーマンあらし
演 - 森下能幸
チャット相手1
浪人生
演 - 村島リョウ
チャット相手2
トラック運転手
演 - 田中要次
チャット相手3
老人
演 - 神戸浩
チャット相手4
明（神戸の男）
演 - 矢作公一
チャット相手5
聖爾
演 - 吉田朝
チャット相手6
女子高生1
演 - 藤谷舞
浴衣の男
演 - 脇知弘
雅
演 - Kaoru
かなこ（=かずよし）のメル友であり、風俗チャットのアルバイトを持ちかけた人物。
風俗嬢だが、終盤子供を育てており、風俗の世界から足を洗っていた。

### スタッフ
- 原作：綿矢りさ
- 監督：片岡K
- 脚本：大森美香
- 製作：黒井和男
- プロデューサー：佐藤直樹、有重陽一
- 音楽：Rita-iota
- 音楽プロデューサー：岩井健郎
- 録音：郡弘道
- 撮影：池田英孝
- 編集：大森晋
- 美術：磯田典宏
- 音響効果：齋藤昌利
- 照明：後藤謙一
- 衣装デザイン：塚本志穂
- 記録：市川桂
- スチール：山本千里
- 助監督：増田伸弥、桜井智弘、森田純平
- 特撮助監督：高山滋史
- 製作会社：角川映画、テレビ東京、日活、ハピネット
- 配給：角川映画、エンジェル・シネマ